# Stojan Sagortschinow
Stojan Pawlow Sagortschinow (bulgarisch Стоян Павлов Загорчинов; * 3. Dezember 1889 in Plowdiw; † 31. Januar 1969 in Sofia) war ein bulgarischer Schriftsteller.
Sagortschinow schrieb Romane und Erzählungen, die vor allem historische Themen mit Bezug zur Bulgarischen Geschichte behandelten. Er wurde mit dem Dimitrow-Preis ausgezeichnet. Die bulgarische Post gab zu seinen Ehren eine Briefmarke heraus.

## Werke (Auswahl)
- Der jüngste Tag, 1931–1934, deutsch 1977